# Artoriopsis
Artoriopsis is een geslacht van spinnen uit de familie wolfspinnen (Lycosidae).

## Soorten
De volgende soorten zijn bij het geslacht ingedeeld:
- Artoriopsis anacardium Framenau, 2007
- Artoriopsis eccentrica Framenau, 2007
- Artoriopsis expolita (L. Koch, 1877)
- Artoriopsis joergi Framenau, 2007
- Artoriopsis klausi Framenau, 2007
- Artoriopsis melissae Framenau, 2007
- Artoriopsis whitehouseae Framenau, 2007